# Dryopomera kurosai
Dryopomera kurosai es una especie de coleóptero de la familia Oedemeridae.

## Distribución geográfica
Habita en Japón.